# Paletillas
Paletillas ist eine Ortschaft und eine Parroquia rural („ländliches Kirchspiel“) im Kanton Zapotillo der ecuadorianischen Provinz Loja. Die Parroquia besitzt eine Fläche von 175,3 km². Die Einwohnerzahl lag im Jahr 2010 bei 2631.

## Lage
Die Parroquia Paletillas liegt in den Ausläufern der westlichen Anden im Südwesten von Ecuador an der peruanischen Grenze. Das Gebiet liegt in Höhen zwischen 270 m und 791 m. Im Norden wird das Gebiet von der nach Westen fließenden Quebrada de Conventos begrenzt, im Südosten von dem nach Südwesten fließenden Río Alamor. Die Quebrada Paletillas entwässert den zentralen Teil der Parroquia in südwestlicher Richtung. Der etwa 500 m hoch gelegene Hauptort befindet sich knapp 25 km nördlich vom Kantonshauptort Zapotillo.
Die Parroquia Paletillas grenzt im Norden an die Parroquia El Limo (Kanton Puyango), im Nordosten an die Parroquia Milagros (Kanton Pindal), im Südosten an die Parroquia Sabanilla (Kanton Celica), im Süden an die Parroquia Garzareal, im äußersten Südwesten an Peru sowie im Westen an die Parroquia Bolaspamba.

## Orte und Siedlungen
In der Parroquia gibt es 21 Barrios. Die größten davon sind Caucho Grande, Infiernillos, El Porvenir, Caída de Conventos, Alto de la Cruz und Cimarrón.

## Geschichte
Der Hauptort war ursprünglich als ein Barrio mit dem Namen "Cebollal". Am 23. Januar 1947 wurde der Kanton Puyango gegründet. Im Rahmen dessen wurde Paletillas eine zugehörige Parroquia rural. Im Jahr 1980 wurde die Parroquia Paletillas Teil des neu geschaffenen Kantons Zapotillo. 